# Pavao Žanić
Pavao Žanić (Kaštel Novi, 20. svibnja 1918. – Split, 11. siječnja 2000.) bio je prelat Katoličke Crkve koji je služio kao biskup mostarsko-duvanjski i trajni apostolski upravitelj trebinjsko-mrkanski od 1980. do umirovljenja 1993. godine. Od 1970. do 1980. bio je naslovni biskup Edistiane u današnjem Tunisu. Obnašao je i dužnost apostolskoga upravitelja Dubrovačke biskupije od 1988. do 1990. godine.

## Životopis

### Mladost i svećeništvo
Žanić je rođen u Kaštel Novom od oca Jerka i majke Tone (rođ. Franić). Imao je dva brata, starijeg – Marina, i mlađeg – Fabijana, te dvije sestre: Jerku i Jozicu. Žanić je od malena kršćanski odgajan te je redovno pohađao vjeronauk. Služio je kao ministrant u svojoj župnoj crkvi. Osnovnu školu pohađa u rodnom mjestu od 1924. do 1929. godine; bio je zapažen po svojoj inteligenciji i marljivosti. Slijedom želje da postane svećenik, na oduševljenje roditelja, poslan je u Splitsku klasičnu gimnaziju, gdje je proveo osam godina. Posebno su ga zanimale glazba i mehanika. Gimnaziju je završio 1937. godine. Filozofsko-teološki studij nastavio je u Splitu od 1937. do 1941. godine. Zbog nedostatka godina dobio je dopuštenje od Svete Stolice te je zaređen s 23 godine. Za svećenika ga je zaredio mjesni biskup Kvirin Bonefačić u Splitu 1. lipnja 1941. Zbog nedavne smrti majke mladu misu proslavlja u bogoslovnoj kapeli u Splitu, a ne u rodnim Kaštelima. Za mladomisničko gelo uzeo je: Vjera, ufanje i ljubav.
Na staru godinu 1941. dobiva dekret za župnika Srednjega Sela na Šolti. Prema Rimskim ugovorima (1941.), Šolta je pripala Kraljevini Italiji. Iz susjedna Donjega Sela pred partizanima je morao bježati don Toma Bavčević te je Žanić dobio na upravu i Donje Selo te Maslinicu. Žanić je opsluživao sva tri sela na biciklu. Padom Kraljevine Italije Šoltu zauzimaju partizani koji zahtijevaju od Žanića da im se pridruži, što je on odlučno odbio. Biskup Bonefačić želio ga je poslati na školovanje u Rim, ali su zbog pada Italije bile prekinute sve veze.
Po dolasku njemačke vlasti na otok, Žanić ostaje bez pastve te odlazi kod svoje obitelji u Kaštel Novi. Za boravka u Kaštelima pastoralno je pomagao u svojoj župi i okolici. U jesen 1944. Šoltani se polako vraćaju na otok, a među njima i Žanić. Na Šolti će Žanić ostat sljedećih sedam godina. Godine 1952. imenovan je župnim upraviteljem župe Rogotin, gdje dolazi 16. kolovoza iste godine. Uz to je Žanić morao opsluživati i susjedna sela Plinu i Pasičinu koja su već dugo bila bez svećenika.
Sredinom 1954. biskup Franić  pribojavao se uhićenja te je osigurao upravu nadbiskupije tako što je imenovao petoricu svećenika za, u slučaju njegova uhićenja, preuzimanje uprave biskupije redom imenovanja ako i oni budu uhićivani. Nadbiskup Franić 20. srpnja 1954. upućuje dekret po kojem je Žanić bio peti svećenik u nizu.
Župnik splitske katedralne župe Mladen Alajbeg, zbog svoga lošega zdravlja, predlaže Žanića za svoga nasljednika. Biskup Frane Franić dekretom od 24. kolovoza 1959. Žanića imenuje župnikom splitske prvostolnice. Žanić je napustio Rogotin i stigao u Split krajem rujna 1959. godine. Prvi nastup kao župnik imao je na svetkovinu svetoga Jeronima, zaštitnika katedralne župe. Istodobno je, 21. listopada 1959., imenovan biskupskim delegatom za redovnice u  Splitsko-makarskoj nadbiskupiji. Zajedno s redovničkim starješinama organizirao je školu za redovnički podmladak, u kojoj je i on sam predavao.
Dana 16. studenog 1959. imenovan je počasnim kanonikom stolnoga kaptola u Splitu te 13. prosinca iste godine članom biskupskoga konzistorija. Kanonik pokorničar postaje 5. siječnja 1962., a 9. veljače prosinodalni ispitatelj. Prepozitom kaptola imenovan je 1. studenog 1965. Dana 7. rujna 1965. imenovan je delegatom s ovlastima generalnoga vikara za vrijeme odsutnosti nadbiskupa i generalnog vikara. Sucem biskupijskoga crkvenoga suda imenovan je 17. lipnja 1968.
Centar Službe državne sigurnosti u Splitu traži sredinom 1967. da se otvori „Dosje ličnosti” za Pavla Žanića. Kao razlog navode da kao „prepozit kaptola neprijateljski djeluje (...) i grubo neprijateljski istupa napadajući socijalizma i komunizam”. Jednom prilikom mu je bilo provaljeno u stan te odnesen sav pisani materijal, koji je kasnije postupno vraćan od UDBA-e.
Dana 1. studenog 1969. Žanić nastupa na mjestu rektora Maloga sjemeništa, gdje je i sam predavao francuski jezik. Žanić je tečno govorio francuski i talijanski jezik.

### Biskupstvo
Godine 1961. Žanić je bio spominjan kao izgledan kandidat za budućega šibenskoga biskupa, a 1970. i kao mogući biskup Kotora.
Biskup mostarsko-duvanjski i trajni apostolski upravitelj trebinjsko-mrkanski, Petar Čule, u više je navrata od Svete Stolice tražio imenovanje pomoćnika. Žanić je 9. prosinca 1970. imenovan biskupom koadjutorom mostarsko-duvanjskim i naslovnim biskupom edistijanskim. Nakon Žanićeva pristanka, vijest o imenovanju objavio je Radio Vatikan 4. siječnja 1971. godine. Za biskupa ga je posvetio 2. svibnja 1971. u crkvi sv. Petra i Pavla u Mostaru biskup Petar Čule; suposvetitelji su bili nadbiskupi Frane Franić i Smiljan Franjo Čekada. Na misi posvećenja propovijedao je Franjo Kuharić, nadbiskup zagrebački. Za biskupsko geslo uzeo je In fide, spe et caritate (U vjeri, nadi i ljubavi).
Nakon posvete, 4. svibnja 1971. biskup Čule imenuje ga generalnim vikarom obiju hercegovačkih biskupija. Nakon imenovanja za biskupa koadjutora, biskup Žanić dobio je zadaću oko rješavanja spora vezanoga uz raspodjelu župa u Hercegovini. Smatralo se da će on kao svećenik iz druge biskupije moći neovisno riješiti problem. Sveta Stolica je konačno 5. lipnja 1975. donijela papinski dekret „Romanis Pontificibus”. Uz biskupa Čulu, biskup Žanić je naveden kao izvršitelj Dekreta. Po tom dekretu su neke župe kojima su do tada upravljali franjevci trebale prijeći pod upravu dijecezanskoga klera. Kao koadjutor Žanić je vodio brojne pučke misije po župama te duhovne obnove.
Mostarsko-duvanjskim biskupom postaje 14. rujna 1980. godine. Kao i svoj prethodnik, bio je oštar protiv svećeničkih udruženja pod pokroviteljstvom države. U razdoblju od 1975. do 1990. bio je pročelnik Vijeća za obitelj pri Biskupskoj konferenciji Jugoslavije. Također, bio je član Papinskoga vijeća za obitelj te Papinskog vijeća za one koji ne vjeruju.
Dana 14. rujna 1980. utemeljio je izdavačku kuću i istoimeni katolički mjesečnik Crkvu na kamenu, čiji je prvi broj izašao na Božić iste godine. Dekretom od 17. kolovoza 1982. biskup Žanić osniva Biskupijski Caritas u Mostaru. Dekretom od 24. listopada 1987. osnovao je „Teološki institut u Mostaru” kao filijalu Vrhbosanske visoke teološke škole. Iste godine 15. studenog komunistički režim je zabranio djelovanje Instituta. Institut počinje u jesen 1988. ponovno s radom, ali ovoga puta pod nazivom „Vjeronauk za odrasle”. Demokratskim promjenama 1990. Teološki institut vraća svoj prvotni naziv i zadaću. Dana 1. listopada 1984. biskup Žanić je blagoslovio i otvorio novosagrađeni Svećenički dom u Potocima. Dekretom od 27. listopada 1989. ustanovljuje Kulturno-duhovni centar sa Zbirkom umjetnina Mostarsko-duvanjske biskupije pod nazivom „Galerija prijateljstva”.
Godine 1988., u strogoj tajnosti dao je pisani nalog župnicima da se prikupljaju podatci o stradalim svećenicima i vjernicima s područja hercegovačkih biskupija u Drugom svjetskom ratu i poraću. S mladima iz Trebinjsko-mrkanske biskupije snimio je film „Rastavljena” prema romanu Pierra Mauriaca. Film je izgorio s drugim stvarima, prigodom srbijanskoga granatiranja 6. svibnja 1992.
Za svoga biskupovanja posvetio je župnu crkvu u Rotimlji (1989.) te župne oltare u Jarama (1982.), Domanovićima (1985.), Šipovači (1990.). Blagoslovio je i crkvu u Gabela Polju 1984. Za svoga biskupovanja zaredio je 29 biskupijskih svećenika te osnovao pet župa u Mostarsko-duvanjskoj biskupiji.
Zbog bolesti (poslije i umirovljenja) biskupa Severina Perneka, bio je apostolski upravitelj Dubrovačke biskupije sede plena (dok je mjesni biskup bio spriječen) od 3. studenoga 1988. do 14. siječnja 1990., do zaređivanja Želimira Puljića za dubrovačkoga biskupa.

#### Hercegovački slučaj
U dogovoru s biskupom Čulom, biskup Žanić je inicirao osnivanje mješovite komisije s ciljem rješavanja slučaja. Kako franjevačka i dijecezanska strana nisu uspjeli postići dogovor oko raspodjele župa, složili su se da stvar iznesu pred Svetu Stolicu koja će donijeti konačnu odluku. Sveta je Stolica donijela konačno rješenje dekretom „Romanis Pontificibus” od 25. lipnja 1975. godine. Izvršiteljima dekreta imenovani su biskupi Čule i Žanić te general franjevačkog reda o. Constantin Koser. Dana 10. svibnja 1976. Definitorij Hercegovačke franjevačke provincije u Mostaru odlučuje ne prihvatiti Dekret otkazujući poslušnost Svetoj Stolici u ovoj stvari. Sveta Stolica je odlučila reagirati kanonskim kaznama tako što je svrgnula redovitu upravu Provincije.
Istoga dana kada je biskup Žanić preuzeo službu ordinarija, 14. rujna 1980., obavljena je posveta mostarske katedrale te utemeljenje katedralne župe. Osnutku župe su prethodili razni prosvjedi i negodovanja s franjevačke strane. Kada je 31. kolovoza biskup Žanić u Franjevačkoj crkvi u Mostaru najavio osnivanje župe u granicama predloženim od predstavnika Hercegovačke franjevačke provincije, još 1973., čuli su se razni povici iz klupa: „Ne želimo novu župu”, „Ne želimo katedralu”, „Van s biskupom”. Pojedini franjevci su u više navrata nedopušteno nastavili služiti mise na području katedralne župe.
Dana 9. prosinca 1981. održana je sjednica u Papinskoj palači u Rimu. Sjednicom je predsjedao sam papa Ivan Pavao II., uz prisustvo raznih predstavnika rimskih Kongregacija i ureda, biskup Žanić te s franjevačke strane general Reda i član Generalnog definitorija. Na sjednici je zaključeno da će se u potpunosti provesti Dekret te da je, kako papa navodi, u ovom slučaju „založen auktoritet Svete Stolice, pa i samog Pape”. Zbog neispunjavanja odredbi donesenih na ovoj sjednici, 29. siječnja 1982., dvojica mostarskih kapelana su otpušteni iz franjevačkog reda.
Dana 6. siječnja 1993. biskup Žanić je na području katedralne župe osnovao 4 nove župe. I već prije samog osnutka župa počeli su neredi. Predstavnici Cima su 7. siječnja zatražili razgovor s biskupima; nakon obavijesti da biskupi nisu u Mostaru zaprijetili su miniranjem mostarske katedrale.
Na novom susretu u prostorijama Kongregacije za širenje vjere donesena je zajednička izjava o katedralnoj i novoosnovanim mostarskim župama gdje bi zajednički trebali nastupiti predstavnici obiju strana. Čitanje zajedničke izjave upriličeno je 2. svibnja 1993. u kripti mostarske katedrala. U vrijeme čitanja izjave biskup Žanić je bio u bolnici u Splitu. U vrijeme posljednjih pregovora biskup Žanić je već imao zdravstvenih poteškoća te ga je u njegovo ime predstavljao biskup koadjutor – Ratko Perić.

#### Međugorski fenomen
Dana 24. lipnja 1981. šestero adolescenata prijavilo je da su imali viđenje Gospe na brdu kod Međugorja. Dopisom od 11. srpnja 1981. biskup Žanić traži sastanak s pastoralnim osobljem te navodnim vidiocima. Susret se događa 21. srpnja iste godine. Na samom početku biskup Žanić je pokazivao zainteresiranost za događanja te je osobno snimao, bilježio i ispitivao navodne vidioce.
Revoltiran odnosom vlasti i medija prema franjevcima i vjernicima, Žanić je uputio prosvjednu notu predsjedniku Predsjedništva Jugoslavije Sergeju Kraigheru, 1. rujna 1981., tražeći od njega da reagira na „neodgovorne klevete i napade” kojima se „napadaju temeljna građanska i ljudska prava”. U srpnju/kolovozu 1981. u „Izjavi za javnost” biskup Žanić navodi da nije potrebno donositi ubrzane sudove i zaključke. Iste će stavove potvrditi i u svojoj drugoj izjavi, u rujnu/listopadu 1981., naslovljenoj „Pred odgovornošću”. U njoj se odlučuje za korištenje djelotvorne šutnje.
U prvoj godini, navodnih ukazanja, biskup Žanić se susreo dva puta sa Svetim Ocem te su imali priliku govoriti i o međugorskom fenomenu. U ta dva susreta, papa Ivan Pavao II., preporučio mu je da bude vrlo oprezan u vezi događanja, osoba i svega što se tiče slučaja u ispitivanju. Početkom 1982. godine Žanić počinje izražavati sve veću sumnju u vjerodostojnost navodnih ukazanja.
Dana 11. siječnja 1982. biskup Žanić osniva dijecezansku komisiju za ispitivanje „vidioca”, koja je bila djelatna do ožujka 1984. U siječnju 1987. BK Jugoslavije osniva novu komisiju. Komisija je rezultate svoga rada predala Biskupskoj konferenciji Jugoslavije koja je na kraju zasjedanja u Zadru 10. travnja 1991. donijela izjavu kako se: „Na temelju dosadašnjeg istraživanja ne može ustvrditi da se radi o nadnaravnim ukazanjima i objavama.” Biskup Žanić bio je imenovan i predsjedateljem Komisije BKJ za Međugorje, ali je raspadom Jugoslavije, pa i BK Jugoslavije, prestalo njeno djelovanje.

### Umirovljenje i smrt
Napunivši 75 godina života, 20. svibnja 1993. Žanić predaje odreknuće na mjesto uprave hercegovačkih biskupija. Papa Ivan Pavao II. usvaja njegovu molbu 24. srpnja iste godine te mu za nasljednika postavlja dotadašnjega koadjutora, biskupa Ratka Perića. Po umirovljenju Žanić se vraća u rodna Kaštela gdje je živio u posebnim prostorijama župnoga stana. Od 5. siječnja 2000. bio je smješten na interni odjel u splitskoj bolnici „Firule” gdje je 11. siječnja i preminuo.
Pokopan je u obiteljskoj grobnici u Kaštel Novom. Dana 2. svibnja 2018. upriličen je svečani prijenos posmrtnih ostataka iz obiteljske grobnice iz Kaštel Novoga u mostarsku katedralu Marije Majke Crkve.

## Spisateljska djelatnost
Žanić je svoje radove, osim vlastitim imenom i prezimenom, potpisivao i pod pseudonimima: P. Jerkov i D. Pažanin.
Značajnija djela i članci
- „Čin i Pravilo Misi. Ordo et Canon Missae”, Hvar, 1940. (prir.)
- „Dođi, Gospodine Isuse”, Split, 1962.
- „Svećenik i celibat”, Vjesnik biskupije Splitske i Makarske, 2/1969.
- „Obitelj – naš problem i naša nada”, Obnovljeni život, 6/1972.
- „Atmosfera i tlo duhovnih zvanja”, Vrelo života, 2/1976.
- „La verita su Medjugorje” (hrv. „Istina o Međugorju”), Mostarsko-duvanjska biskupija, 1990.
- „Izjava biskupa o Međugorju nas obvezuje”, Crkva na kamenu, 7/1991.

Prijevodi
- „Rastavljena” (1976.), autor: Pierre Mauriac.

Ostalo
- Scenarij za film po knjizi Pierra Mauriaca – „Rastavljena”.[58]

## Počasti

### Ulice
- Ulica biskupa Pavla Žanića u Kaštel Novom.[59]

### Knjige
- Zbornik „Istina oslobađa – zbornik biskupa Pavla Žanića”, Biskupski ordinarijat Mostar, Mostar, 1992.[60]
- Zbornik „U vjeri, nadi i ljubavi. Stoljetnica rođenja biskupa Pavla Žanića (1918.–2018.)”, Crkva na kamenu, Mostar, 2018.[60]
- Spomenica „In memoriam” biskupu Žaniću, Crkva na kamenu, Mostar, 2018.[60]
- Ratko Perić, „Biskup Žanić o Međugorju: Istinom po neistinama”, Crkva na kamenu, Mostar, 2021.

### Ostalo
- Godina biskupa Pavla Žanića u hercegovačkim biskupijama (20. svibnja 2017. – 20. svibnja 2018.).[61]

### Knjige
- Belaj, Marijana. 2012. Milijuni na putu - Antropologija hodočašća i sveto tlo Međugorja. Jasenski i Turk. Zagreb.
- Bezić, Živan. 1992. Život i svećeničko djelovanje mons. Pavla Žanića.   Vukšić, Tomo (ur.). Istina oslobađa – Zbornik biskupa Pavla Žanića. Biskupski ordinarijat Mostar. Mostar.
- Goluža, Božo; Majić, Željko, ur. 2018. Intervju 1993.: U vjeri, nadi i ljubavi!. U vjeri, nadi i ljubavi – Stoljetnica rođenja biskupa Pavla Žanića (1918.–2018.). Crkva na Kamenu. Mostar.
- Drmić, Ilija. 2018. Intervju 1996.: Srebrni biskup jubilarac.   Goluža, Božo; Majić, Željko (ur.). U vjeri, nadi i ljubavi – Stoljetnica rođenja biskupa Pavla Žanića (1918.–2018.). Crkva na Kamenu. Mostar.
- Drmić, Ilija; Goluža, Božo. 2018. Osnivatelj Crkve na kamenu.   Goluža, Božo; Majić, Željko (ur.). U vjeri, nadi i ljubavi – Stoljetnica rođenja biskupa Pavla Žanića (1918.–2018.). Crkva na Kamenu. Mostar.
- Komadina, Ante. 2018. Utemeljitelj Biskupijskoga caritasa.   Goluža, Božo; Majić, Željko (ur.). U vjeri, nadi i ljubavi – Stoljetnica rođenja biskupa Pavla Žanića (1918.–2018.). Crkva na Kamenu. Mostar.
- Krešić, Milenko. 2018. U rješavanju "hercegovačkoga slučaja".   Goluža, Božo; Majić, Željko (ur.). U vjeri, nadi i ljubavi – Stoljetnica rođenja biskupa Pavla Žanića (1918.–2018.). Crkva na Kamenu. Mostar.
- Kutleša, Dražen. 2001. Ogledalo pravde. Biskupski ordinarijat Mostar. Mostar.
- Majić, Željko. 2018a. Čovjek neustrašivi.   Goluža, Božo; Majić, Željko (ur.). U vjeri, nadi i ljubavi – Stoljetnica rođenja biskupa Pavla Žanića (1918.–2018.). Crkva na Kamenu. Mostar.
- Majić, Željko. 2018b. Dobri pastir.   Goluža, Božo; Majić, Željko (ur.). U vjeri, nadi i ljubavi – Stoljetnica rođenja biskupa Pavla Žanića (1918.–2018.). Crkva na Kamenu. Mostar.
- Pavlović, Ante. 2018. Utemeljitelj Teološkoga instituta u Mostaru.   Goluža, Božo; Majić, Željko (ur.). U vjeri, nadi i ljubavi – Stoljetnica rođenja biskupa Pavla Žanića (1918.–2018.). Crkva na Kamenu. Mostar.
- Perić, Ratko. 2018a. Vjera u životu i djelu biskupa Žanića.   Goluža, Božo; Majić, Željko (ur.). U vjeri, nadi i ljubavi – Stoljetnica rođenja biskupa Pavla Žanića (1918.–2018.). Crkva na Kamenu. Mostar.
- Perić, Ratko. 2018b. Uman i marljiv učenik i student.   Goluža, Božo; Majić, Željko (ur.). U vjeri, nadi i ljubavi – Stoljetnica rođenja biskupa Pavla Žanića (1918.–2018.). Crkva na Kamenu. Mostar.
- Perić, Ratko. 2018d. Služba posvećivanja u životu biskupa Pavla.   Goluža, Božo; Majić, Željko (ur.). U vjeri, nadi i ljubavi – Stoljetnica rođenja biskupa Pavla Žanića (1918.–2018.). Crkva na Kamenu. Mostar.
- Šarac, Anton; Luburić, Ante. 2018. Graditeljska nastojanja, djelatnost i brige.   Goluža, Božo; Majić, Željko (ur.). U vjeri, nadi i ljubavi – Stoljetnica rođenja biskupa Pavla Žanića (1918.–2018.). Crkva na Kamenu. Mostar.
- Turudić, Ivan. 2018. U potrazi za istinom o "međugorskom fenomenu".   Goluža, Božo; Majić, Željko (ur.). U vjeri, nadi i ljubavi – Stoljetnica rođenja biskupa Pavla Žanića (1918.–2018.). Crkva na Kamenu. Mostar.
- Vjekoslav, Perica. 2002. Balkan Idols: Religion and Nationalism in Yugoslav States (engleski). Oxford University Press. New York. str. 117–118
- Vukšić, Tomo, ur. 1992a. Bibliografija biskupa Pavla Žanića. Istina oslobađa – Zbornik biskupa Pavla Žanića. Biskupski ordinarijat Mostar. Mostar.
- Vukšić, Tomo, ur. 1992b. Od Kaštela do Mostara. Istina oslobađa – Zbornik biskupa Pavla Žanića. Biskupski ordinarijat Mostar. Mostar.

### Članci
- Zovkić, Mato. 1993. Problematični elementi u fenomenu Međugorja. Bogoslovska Smotra. 63 (1–2): 76–87

### Mrežna sjedišta
- Katedralna zvona pozdravila biskupa Žanića. Crkva na kamenu. Pristupljeno 4. rujna 2022.
- Predstavljen zbornik o biskupu Žaniću. Crkva na kamenu. Pristupljeno 25. kolovoza 2022.
- Službeni glasnik Grada Kaštela 2004 (PDF). Gradsko vijeće Grada Kaštela. Inačica izvorne stranice (PDF) arhivirana 29. kolovoza 2022. Pristupljeno 28. kolovoza 2022.

## Vanjske poveznice
Ostali projekti
|  | Zajednički poslužitelj ima još gradiva o temi Pavao Žanić |
|  | Wikicitati imaju zbirke citata o temi Pavao Žanić         |

Mrežna sjedišta
- Životopis na stranicama Biskupijâ Mostar-Duvno i Trebinje-Mrkan

| Titule u Katoličkoj Crkvi | Titule u Katoličkoj Crkvi                                    | Titule u Katoličkoj Crkvi           |
| ------------------------- | ------------------------------------------------------------ | ----------------------------------- |
| prethodnik Jean-Marie Jan | Naslovni biskup edistianski 1970.–1980.                      | nasljednik Jorge Iván Castaño Rubio |
| prethodnik Petar Čule     | Biskup mostarsko-duvanjski 1980.–1993.                       | nasljednik Ratko Perić              |
| prethodnik Petar Čule     | Trajni apostolski upravitelj trebinjsko-mrkanski 1980.–1993. | nasljednik Ratko Perić              |